# Косијери
Косијери је насеље у пријестоници Цетиње у Црној Гори. Према попису из 2003. било је 16 становника (према попису из 1991. било је 19 становника).

## Историја
Марко Драговић је објавио писмо Пеје Гушића из Котора од 7. јула 1679. у којем он, преко свога братучеда Стојана Гушића, поклања своје имање (кућу, башчину, воду и све друго) у Косијерима цетињском манастиру. То је учинио за своје здравље и за душе својих умрлих. Писмо је написао јеромонах Михаило Спадијеровић (данас је то презиме Шпадијер) са Цетиња.
Павле Ровински је писао о предању по којем су житељи овога села себи присвојили историјску личност Старину Новака, оснивача српских хајдука, јер се код њих налази планина Дебељак.

## Демографија
У насељу Косијери живи 16 пунолетних становника, а просечна старост становништва износи 59,8 година (60,4 код мушкараца и 59,3 код жена). У насељу има 8 домаћинстава, а просечан број чланова по домаћинству је 2,00.
Ово насеље је великим делом насељено Црногорцима (према попису из 2003. године), а у последња три пописа, примећен је пад у броју становника.
|  |

| Демографија | Демографија | Демографија |
| Година      | Становника  | Становника  |
| ----------- | ----------- | ----------- |
|             |             |             |
|             |             |             |
|             |             |             |
|             |             |             |
| 1948.       | 264         |             |
| 1953.       | 267         |             |
| 1961.       | 187         |             |
| 1971.       | 107         |             |
| 1981.       | 43          |             |
| 1991.       | 19          | 19          |
| 2003.       | 16          | 16          |
|             |             |             |

| Етнички састав према попису из 2003.‍ | Етнички састав према попису из 2003.‍ | Етнички састав према попису из 2003.‍ | Етнички састав према попису из 2003.‍ | Етнички састав према попису из 2003.‍ |
| ------------------------------------ | ------------------------------------ | ------------------------------------ | ------------------------------------ | ------------------------------------ |
|                                      |                                      |                                      |                                      |                                      |
| Црногорци                            | Црногорци                            |                                      | 15                                   | 93,75%                               |
| Срби                                 | Срби                                 |                                      | 1                                    | 6,25%                                |
| непознато                            | непознато                            |                                      | 0                                    | 0,0%                                 |

| Година пописа     | 1948. | 1953. | 1961. | 1971. | 1981. | 1991. | 2003. |
| ----------------- | ----- | ----- | ----- | ----- | ----- | ----- | ----- |
| Број домаћинстава | 57    | 62    | 51    | 38    | 22    | 13    | 8     |

| Број чланова      | 1 | 2 | 3 | 4 | 5 | 6 | 7 | 8 | 9 | 10 и више | Просек |
| ----------------- | - | - | - | - | - | - | - | - | - | --------- | ------ |
| Број домаћинстава | 8 | 3 | 2 | 3 | 0 | 0 | 0 | 0 | 0 | 0         | 0      |

| Пол    | Укупно | Неожењен/Неудата | Ожењен/Удата | Удовац/Удовица | Разведен/Разведена | Непознато |
| ------ | ------ | ---------------- | ------------ | -------------- | ------------------ | --------- |
| Мушки  | 8      | 2                | 5            | 0              | 1                  | 0         |
| Женски | 8      | 3                | 4            | 1              | 0                  | 0         |
| УКУПНО | 16     | 5                | 9            | 1              | 1                  | 0         |

| Пол    | Укупно                    | Пољопривреда, лов и шумарство | Рибарство                            | Вађење руде и камена | Прерађивачка индустрија       |
| ------ | ------------------------- | ----------------------------- | ------------------------------------ | -------------------- | ----------------------------- |
| Мушки  | 1                         | 0                             | 0                                    | 0                    | 0                             |
| Женски | 1                         | 0                             | 0                                    | 0                    | 1                             |
| УКУПНО | 2                         | 0                             | 0                                    | 0                    | 1                             |
| Пол    | Производња и снабдевање   | Грађевинарство                | Трговина                             | Хотели и ресторани   | Саобраћај, складиштење и везе |
| Мушки  | 0                         | 0                             | 0                                    | 0                    | 0                             |
| Женски | 0                         | 0                             | 0                                    | 0                    | 0                             |
| УКУПНО | 0                         | 0                             | 0                                    | 0                    | 0                             |
| Пол    | Финансијско посредовање   | Некретнине                    | Државна управа и одбрана             | Образовање           | Здравствени и социјални рад   |
| Мушки  | 0                         | 0                             | 0                                    | 0                    | 0                             |
| Женски | 0                         | 0                             | 0                                    | 0                    | 0                             |
| УКУПНО | 0                         | 0                             | 0                                    | 0                    | 0                             |
| Пол    | Остале услужне активности | Приватна домаћинства          | Екстериторијалне организације и тела | Непознато            | Непознато                     |
| Мушки  | 1                         | 0                             | 0                                    | 0                    | 0                             |
| Женски | 0                         | 0                             | 0                                    | 0                    | 0                             |
| УКУПНО | 1                         | 0                             | 0                                    | 0                    | 0                             |